# Không trung Hoa Tây thôn
Không trung Hoa Tây thôn (tiếng Trung: 空中华西村; tiếng Trung: 空中華西村) là một nhà chọc trời hậu hiện đại ở làng Hoa Tây, Giang Âm, CHND Trung Hoa. Tòa tháp này được khởi công xây dựng năm 2008 và hoàn thành năm 2011. Tòa tháp khách sạn thương mại cao 328 m (1.076 ft) với 74 tầng. Tòa tháp chọc trời có một quả cầu bằng kính tại nóc. Lễ khánh thành ngày 12 tháng 10 năm 2011.